# Аніка ван Емден
Аніка ван Емден (нід. Anicka van Emden; нар. 10 грудня 1986) — нідерландська дзюдоїстка, бронзова призерка Олімпійських ігор 2016 року, призерка чемпіонатів світу та Європи.

## Виступи на Олімпіадах
| Олімпіада | Дисципліна | Місце |
| --------- | ---------- | ----- |
| Ріо 2016  | До 63 кг   | 3     |